# Автомагистрала А1 (Гърция)
Автомагистрала А1 в Гърция е магистрала, част от пътната мрежа на Гърция. Тя е сред най-дългите гръцки магистрали – 550 km.
Магистралата свързва ГКПП Евзони на границата със Северна Македония и Атина. Минава през следните градове и курорти: Коринос, Катерини и Лариса. По нея минават европейските пътища Е65 и Е75.
На 7 април 2016 г. са въведени в експлоатация последните 25 km от автомагистралата – през темпейската долина с най-дългия Т2 Тунел в Гърция от 6 km. Цялата автомагистрала по план е в експлоатация към април 2017 г., а в експлоатация от август 2017 г. ще е заедно с Йония Одос, затваряйки магистралния пръстен между пристанищата Атина-Солун-Игуменица-Патра. 

## Градове
Магистрала А1 минава в близост до големите градски центрове в страната: 
1.Атина
2.Тива (Гърция)
3.Халкида
4.Ламия (град)
5.Лариса
6.Катерини
7.Солун
8.Ругоновец

## История

### 1950-1970-те години
Единственият основен път, който свързвал двата най-големи града в Гърция по онова време, бил Национален път 1. Той свързвал Атина с граничния пункт Евзони, преминавайки през Декелия, Атланти, Камена Вурла, Термопили, Ламия, Стилида, Алмирос, Велестино, Лариса, долината на Темпи, Катерини, Александрия, Гефира и Поликастро. Този маршрут бил използван още от древността.
С течение на времето обаче стандартите на пътя започнали да се считат за остарели, тъй като в останалата част на Европа започнали да се строят модерни магистрали. Така през средата на 50-те години започнало изграждането на нова, модерна пътна артерия. Първият завършен участък бил Лариса-Катерини, открит през 1959 г. След това били пуснати отсечките Атина-Ламия (1962 г.) и Ламия-Лариса (1967 г.). През 1973 г. магистралата била завършена до Солун и югославската граница с пускането на отсечката Катерини – Солун – Евзони.
Повечето участъци били с ширина 13-14 метра (с изключение на частта през долината на Темпи, която била 10 метра поради планинския терен) и имали две платна за движение (едно основно и едно аварийно във всяка посока), без разделителна ивица. Участъкът Поликастро – Евзони бил първият, построен по магистрални стандарти.

#### 1980-те години – днес
Работата по превръщането на пътя в магистрала започнала в средата на 80-те години с изграждането на няколко участъка:
- Клиди – река Галикус (завършен през 1988 г.),
- Лагер Богяти – Крьонери (1989 г.),
- Инофи – Шиматари (1989 г.),
- Ритсона – Тива (1989 г.).

В началото на 90-те започнало мащабно строителство по целия маршрут Атина – Тива и Катерини – Клиди. Още през 1995 г. Национален път 1 вече имал магистрални характеристики в отсечките Атина – Илики, Катерини – Клиди – Солун и Поликастро – Евзони.
През 1998 г. отсечката Атина (Метаморфози) – Тива била разширена до шест платна, а Тива – Темпи – до четири, с изключение на някои участъци в Магнесия, които все още имали само две платна.
През 2002 г. бил завършен участъкът Илики – Агиос Константинос.
През 2004 г. била построена първата тунелна отсечка на магистралата – тунелът при Катерини (тунелите на Александър Велики и Филип). Същата година бил открит и булевардът Кифисос, свързващ Метаморфози с Фалиро над река Кифисос в Атина.
През 2005 г. магистралата била завършена по цялата си дължина, с изключение на завоите в района на Малиакос и Темпи.
На 13 юни 2007 г. била създадена компанията Aegean Motorway SA, която поела изграждането и експлоатацията на участъка Рахес – Клиди.
Същата година били открити за движение първите отсечки от обхода на Малиакос: обходите на Агиос Константинос, Камена Вурла и 4,5-километровата отсечка Агиа Параскеви – Агиа Марина. През 2008 г. бил завършен обходът на Термопили – Бралос.
През 2014 г. бил завършен възелът Велестино, който свързва магистралата ATHE с град Волос.
През 2015 г. бил открит последният участък от обхода на Малиакос – Стилида – Рахес, с тунелите на Стилида, модернизирания възел Ламия и новия мост над река Сперхиос.
През 2016 г. бил завършен северният възел на Катерини след 26-годишно забавяне, причинено от отчуждителни и финансови проблеми.
На 6 април 2017 г. бил пуснат в експлоатация 25-километровият участък Еванджелизмос – Скотина (обход на Темпи и Платамонас).
През ноември 2017 г., с обявяването на търга за приватизация на магистралата Егнатия Одос, било съобщено, че може да бъде включено и модернизирането на участъка Халастра – Поликастро, което било потвърдено през септември 2018 г. Очакваните разходи за строителството надхвърлят 200 милиона евро, а частта от Поликастро до Евзони, която вече има магистрални характеристики, ще бъде подобрена с нови мантинели, сигнализация и пътна настилка.
Превод:"Google Translate" и "Chatgpt" (не цялата страница по-голямата част) 

## Галерия
https://upload.wikimedia.org/wikipedia/commons/9/9e/Pathe_Nea_Agathoupoli.png
https://upload.wikimedia.org/wikipedia/commons/2/26/Pathe_Nea_Xalkidona.png
https://upload.wikimedia.org/wikipedia/commons/5/54/A1_in_Tempi_new_type_photo.jpg
https://upload.wikimedia.org/wikipedia/commons/a/ae/A1_Motorway%2C_Greece_-_Section_Evzoni-Polykastro_-_02.jpg
https://upload.wikimedia.org/wikipedia/commons/5/54/A1_Motorway_tunnel_near_Agios_Konstantinos.JPG
https://upload.wikimedia.org/wikipedia/commons/9/97/Aytokinhtodromos_1_Greece_near_Katerini.JPG